# Bild.de
Bild.de ist ein deutschsprachiges Nachrichtenportal des Axel-Springer-Verlags, welches aus der Boulevardzeitung Bild hervorging. Einer Studie des Reuters Institute for the Study of Journalism der Universität Oxford nach nutzen 13 Prozent der Befragten das Portal wöchentlich. Es liegt damit hinter der ARD (Tagesschau.de usw.), mit 17 Prozent, und T-Online, mit 16 Prozent.

## Angebot
Bild.de bietet Nachrichten- und Meinungsbeitäge in den Medienformaten Text, Foto und Video. Diese sind teilweise speziell für den Online-Auftritt erstellt. Daneben gibt es Online-Versionen von Inhalten der Bild-Zeitung. Exklusive Inhalte werden hinter einer Bezahlschranke unter dem Angebot Bild Plus angeboten.
Neben der Webpräsenz Bild.de bietet Springer für Mobilgeräte wie Smartphones und Tablets spezielle mobile Apps an. Für die Nutzung auf Mobilgeräten ohne Native Apps leitet die Website auf das Mobilportal m.bild.de weiter.

## Reichweite

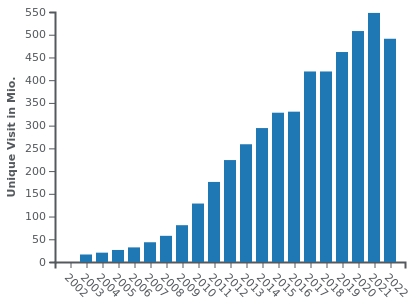
Entwicklung der Unique Visits

Die Zahl der Unique Visits ist seit Beginn der Datenerfassung bis 2020 gestiegen. Im Januar 2022
wurden 491,2 Mio. Unique Visits  der Internetseite gezählt, bei denen im Mittel 3,48 Seiten abgerufen wurden. Für November 2023 verzeichnete die IVW 500 Millionen Visits.

## Geschichte

Ehemaliges Logo

1996 startete der Axel-Springer-Verlag unter dem Namen Bild online eine Zeitungspräsenz im Internet. Die Inhalte wurden zunächst in Partnerschaft mit AOL veröffentlicht. Ab 1997 veröffentlichte Springer die Inhalte in Kooperation mit der WAZ-Gruppe unter der Marke Go On.
Unter Udo Röbel startete im Jahr 1999 die Arbeit an einem Neustart unter dem Projektnamen „Projekt Z.“ Dabei entstand die neue Marke Bild.de.
Im Jahr 2001 ging Bild mit der Deutschen Telekom ein Joint Venture für das Angebot bild.t-online.de ein – nach anfänglichen Bedenken des Bundeskartellamts. Vorher war bereits das ZDF eine ähnliche Partnerschaft mit T-online.de eingegangen. Seit dem Rückkauf der Telekom-Anteile (37 %) durch die Axel Springer SE im Jahr 2008 wird die Website unter Bild.de vermarktet.
Gemäß AGOF-Top-100 hatte Bild.de im November 2019 5,74 Mio. Unique User pro Tag. Die Website lag damit auf Platz 1 der deutschen Nachrichtenportale vor Der Spiegel (online) (3,96 Mio.) und Focus Online (3,22 Mio.).
Im Herbst 2019 kündigte der Springer-Verlag an, unter der Marke Bild strategisch vermehrt auf Bewegtbild-Formate zu setzen und dafür über 100 Millionen Euro investieren zu wollen. Anfang 2020 startete bei Bild.de die Online-Talkshow Hier spricht das Volk. Im August 2021 überführte der Springer-Verlag das vorher bestehende Online-Angebot Bild Live in sein TV-Angebot, den Fernsehsender Bild. Über Bild.de wurde bis zur Einstellung das Programm des Fernsehsenders begleitet.